# Arad
Arad je mesto v istoimenskem okrožju v zahodni Romuniji. 

## Zemljepis
Arad leži na vzhodnem obodu Panonske nižine. Skozenj teče reka Mureš, ki ga deli na večji severni in manjši južni del. Reka tudi velja za mejo zgodovinskih pokrajin Banat in Krišana (Crișana), zato južni del mesta spada k Banatu, severni pa h Krišani.
Od Bukarešte je Arad oddaljen okoli 580 kilometrov, od Budimpešte 270 kilometrov in od Beograda 210 kilometrov; najbližje večje mesto je Temišvar 55 kilometrov južno. Je pomembno cestno in železniško vozlišče za čezevropski promet.

## Zgodovina
Naselje je v virih prvič izpričano konec 11. stoletja. Leta 1331 je bilo omenjeno v Ilustrirani kroniki. Leta 1552 so ga zavzeli Turki in ga obdržali do leta 1687, ko je prišlo pod oblast Habsburške monarhije. V času Marije Terezije so na levem bregu Mureša zgradili trdnjavo, s katero je Arad postal pomembno garnizijsko mesto na jugovzhodu Avstro-Ogrske.
Med madžarsko revolucijo 1848–1849 je Arad za kratek čas postal sedež uporniške madžarske vlade. Po zadušitvi revolucije so 6. oktobra 1849 v mestu usmrtili 13 generalov, ki so vodili madžarsko vojsko in so postali znani kot »trinajst aradskih mučenikov«.
Po prvi svetovni vojni je mesto pripadlo Romuniji. Po priključitvi je dotlej večinsko madžarsko mesto postopno dobilo romunsko večino in značaj.

## Prebivalstvo
Po avstro-ogrskem popisu iz leta 1910 je v Aradu živelo 63.166 prebivalcev, od tega 46.085 (72,95 %) Madžarov, 10.279 (16,27 %) Romunov, 4365 (6,91 %) Nemcev, 1816 (2,87 %) Srbov, 277 Slovakov (0,43 %) in 133 Čehov (0,21 %).
Ob popisu prebivalstva 2011 je občina Arad imela 159.074 prebivalcev, od tega 125.310 (78,77 %) Romunov, 15.396 (9,68 %) Madžarov, 2528 (1,59 %) Romov, 1259 (0,79 %) Nemcev in 14.577 (9,16 %) ljudi drugih narodnosti ali neopredeljenih.